# Мишко Ражнатовић
Миодраг Мишко Ражнатовић (Крушевац, 16. септембар 1966) је српски адвокат, спортски менаџер и бивши професионални кошаркаш. Он је председник, извршни директор и оснивач агенције БеоБаскет и ФИБА сертификовани агент.
Као један од најугледнијих и најутицајнијих кошаркашких агената у читавој индустрији, Ражнатовић је преговарао и завршио неке од највећих послова у европској кошарци током 2000-их и 2010-их. Ражнатовић је играо за КК Напредак Крушевац, КК ФМП, БКК Раднички Београд, КК Улцињ.
Ражнатовић је дипломирао право на Правном факултету Универзитета у Београду 1988. године. Четири године касније отворио је сопствену адвокатску канцеларију и започео своју адвокатску каријеру. Такође, представљао је српског фудбалског менаџера Радомира Антића у његовим преговорима о уговору са Фудбалским савезом Србије 2009. године.
Преко своје агенције БеоБаскет, Ражнатовић највише заступа европске кошаркаше и тренере, као и америчке играче који играју у Европи. Он представља многе од најплаћенијих европских кошаркашких звезда у Евролиги. Његови запажени клијенти су Никола Јокић, Бобан Марјановић, Дарио Шарић, Ивица Зубац, Гога Битадзе, Василије Мицић, Никола Јовић, Брендон Дејвис , Кајл Хајнс, Владимир Лучић, Јан Весели, Немања Бјелица, Марко Гудурић, Немања Недовић, Анте Жижић, Бели Бујо, Родриг . Барон, тренер Ергин Атаман, тренер Саша Обрадовић, тренер Дејан Радоњић, тренер Невен Спахија, тренер Дејан Милојевић, тренер Василис Спанулис итд. Ражнатовић је додатно учествовао у трансферу Дерона Вилијамса у Бешикташ током НБА локаута 2011. године.
У сезони Евролиге 2017/18. БеоБаскет је представљао 35 играча и били су првопласирана агенција. У сезони Евролиге 2018/19. БеоБаскет је представљао 43 играча и били су првопласирана агенција. У сезони Евролиге 2019/20. БеоБаскет је представљао 42 играча и поново је био првопласирана агенција. У сезони Евролиге 2020–21. БеоБаскет је представљао 46 играча и поново су били првопласирана агенција. У сезони Евролиге 2021–22. БеоБаскет је представљао укупно 52 играча, што је био нови рекорд и поново је био прворангирана агенција.